# European Strategic Program on Research in Information Technology
Pour le module de la station spatiale lunaire Lunar Gateway, voir European System Providing Refueling, Infrastructure and Telecommunications.
Pour les articles homonymes, voir Esprit (homonymie).
ESPRIT est l'acronyme du European Strategic Program on Research in Information Technology (Programme stratégique européen pour la recherche en technologie de l'information) de l'Union européenne, piloté par la direction-générale Industrie de la Commission européenne.
ESPRIT a développé la version initiale de l’alphabet phonétique SAMPA avant qu’il soit remplacé par le programme Technologies de la société de l’information (IST).
ESPRIT a également financé différents développements de normes informatiques internationales au sein de l’ISO ou de recommandations au sein d’organismes de normalisation (comme l’UIT-T au niveau international ou CEN au niveau européen), dont les normes JPEG, MPEG, et ODA.

## Compléments